# Groupe de bombardement I/25 Tunisie
Le Groupe de bombardement I/25 Tunisie est une ancienne unité de combat de l'Armée de l'air française, qui a participé à la Seconde Guerre mondiale et à la guerre d'Indochine. En 1944 et 1945, elle était l'une des deux seules unités de l'armée de l'air française à voler sur bombardier lourd, en l'occurrence le bombardier stratégique quadrimoteur Handley Page Halifax.